# Acametla de Bravo
Acametla de Bravo är en ort i Mexiko.   Den ligger i kommunen Alcozauca de Guerrero och delstaten Guerrero, i den sydöstra delen av landet, 240 km söder om huvudstaden Mexico City. Acametla de Bravo ligger 1 912 meter över havet och antalet invånare är 433.
Terrängen runt Acametla de Bravo är huvudsakligen kuperad, men åt sydost är den bergig. Terrängen runt Acametla de Bravo sluttar norrut. Runt Acametla de Bravo är det ganska tätbefolkat, med 65 invånare per kvadratkilometer. Närmaste större samhälle är San Vicente Zoyatlán, 6,8 km söder om Acametla de Bravo. I omgivningarna runt Acametla de Bravo växer huvudsakligen savannskog.